# Quận Stanton, Kansas
Quận Stanton là một quận nằm ở tiểu bang Kansas, Hoa Kỳ. Theo điều tra dân số năm 2000 của Cục điều tra dân số Hoa Kỳ, quận có dân số 2.406 người. quận lỵ đóng ở Johnson City.6
Mặc dù Hiến pháp bang Kansas đã được sửa đổi vào năm 1986 để cho phép bán rượu uống rượu do cá nhân với sự chấp thuận của cử tri, quận Stanton vẫn duy trì luật cấm, hay quận khô.
Theo Cục điều tra dân số Hoa Kỳ, quận có tổng diện tích 680 dặm vuông (1.761 km ²), trong đó, 680 dặm vuông (1.761 km ²) là đất và 0 dặm vuông (0 km ²) của nó (0,01%) là mặt nước.